# Music Express

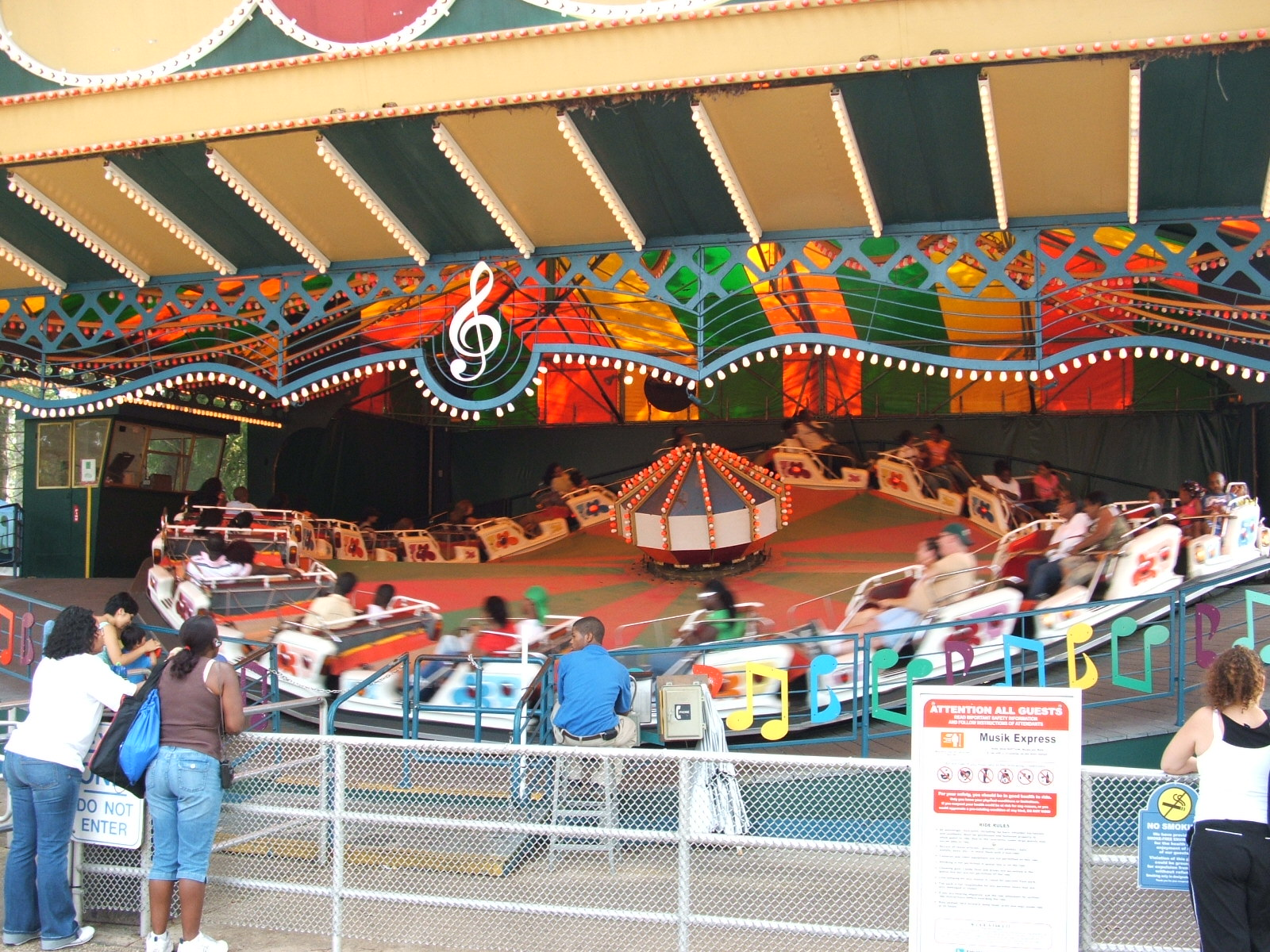
Music Express à Six Flags Great Adventure.

Un Music Express, couramment appelé Chenille est un type de manège assez populaire dans les parcs d'attractions et fêtes foraines. Ce type d'attraction est apparu dans les années 1920 en Allemagne sous le nom de chenilles, du nom de l'élément mécanique duquel il est issu. Plusieurs sociétés ont développé plusieurs variantes de ce type d'attractions presque identiques sous différents noms.

## Concept et opération

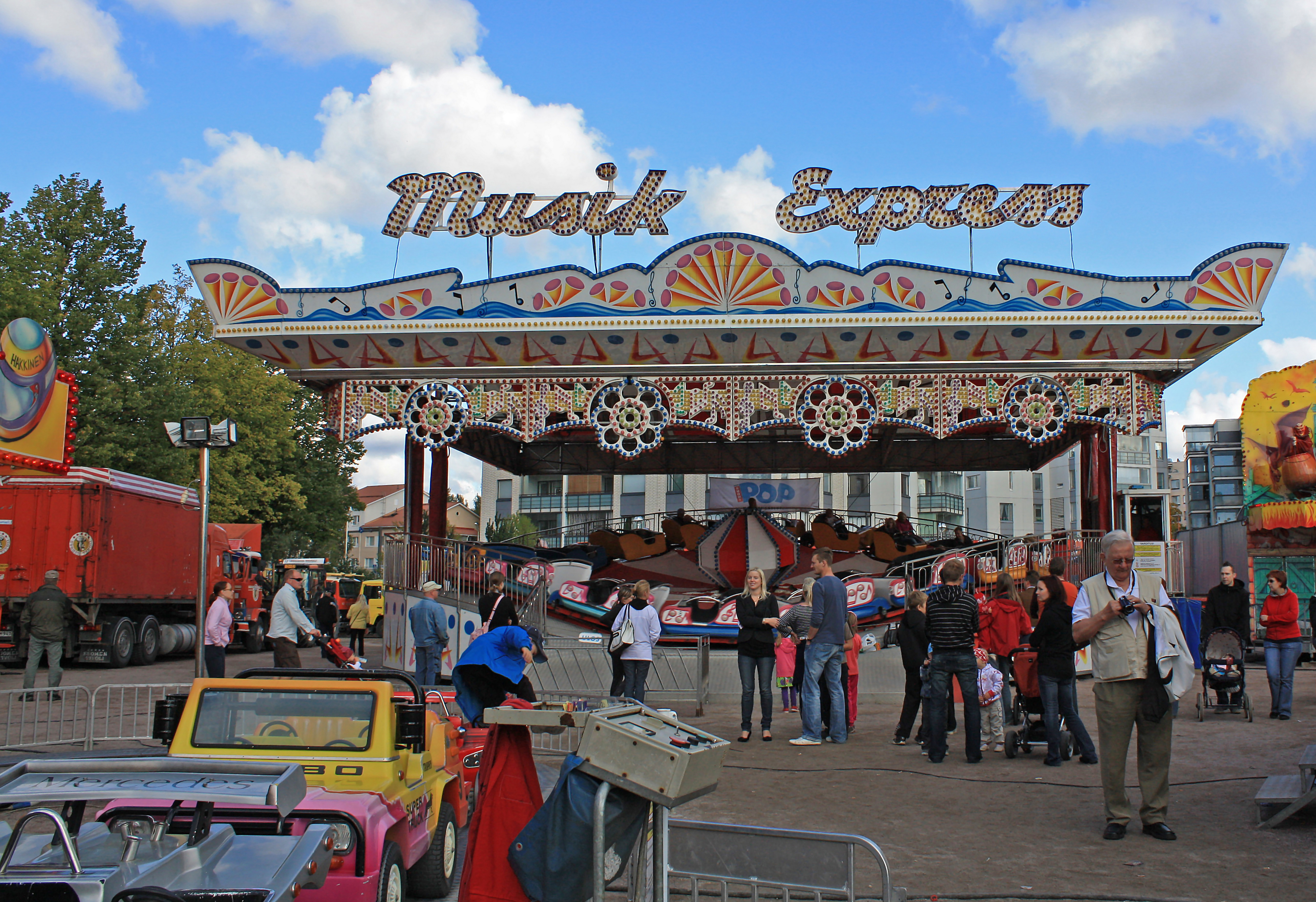
Musik Express de Suomen Tivoli au centre de Kerava pendant le Circus Festival 2009.

Cette attraction a pour principe de base de faire tourner des véhicules fixés au bout de poutres articulées autour d'un axe central sur une piste ondulée, alternant donc section haute et section basse (2 ou 3 bosses). Dans ces véhicules, 2 à 3 passagers peuvent être installés. La rotation est possible dans le sens des aiguilles d'une montre ou en sens inverse et la vitesse peut aller jusqu'à 12 rotations par minute.
Les passagers de chaque véhicule sont retenus par une solide barre de protection.
Beaucoup de Music Express ont été construits avec une paroi de décor divisant l'attraction en 2. Cette séparation peut normalement permettre des jeux de lumières et donner l'impression que le plafond de l'attraction est devenu trop bas pour passer (Headchopper)
Sur le Music Express de Dorney Park, il est écrit « Mit Musik Alles Gesse Besser », ce qui veut dire une fois traduit de l'Allemand : « Avec de la musique, tout devient meilleur ».

## Variantes

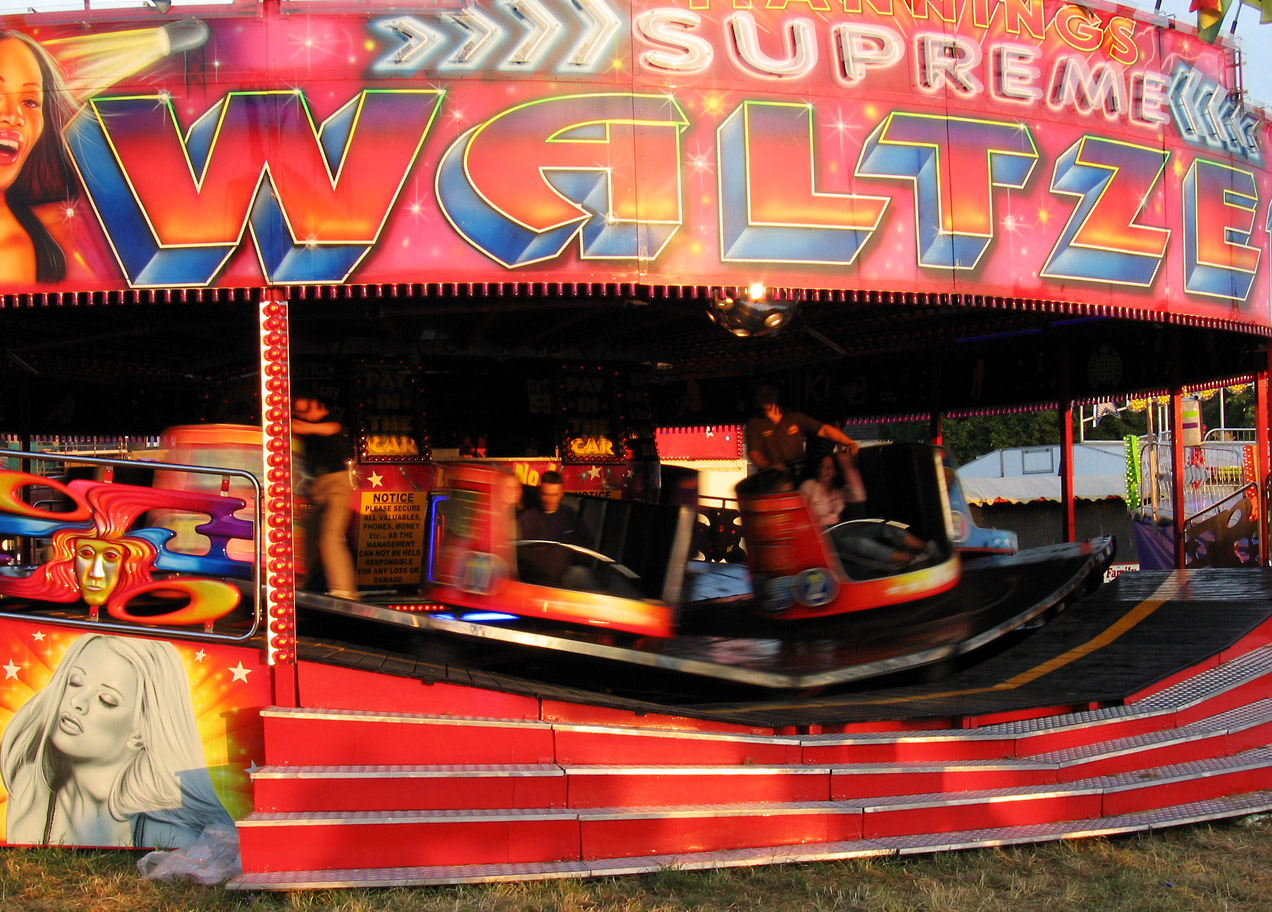
Le Waltzer, une attraction dérivée du principe du Music Express

Plusieurs variantes de ce manège existe :
- La chenille originale, est composé de nacelles posés soit sur un plateau tournant au-dessus de l'autre, soit sur roues. Certains modèles peuvent disposer d'une bâche amovible qui recouvre les nacelles pendant le tour.
- Le "Balançant", très connue également, plus récent. Il diffère notamment de l'original par des nacelles mobiles suspendues, et tournoyantes. Procurant davantage de sensations, notamment à grande vitesse.
- Un modèle "3D" , plus récent également. Il diffère de l'original par des nacelles montés sur un plateau pivotant, comme le Waltzer sur la photo ci-contre
- Un modèle "Vague", les nacelles sont en formes bateaux ou gondoles de mer, dans un décor marin.

## Attractions similaires produites par d'autres compagnies queMoser's Rides.
- Bertazzon - Musik Express : Pas de variations majeure.
- Majestic Rides - Musik Express: 14 véhicules, barres de protections à fermeture hydraulique[2].
- Wisdom Rides - Himalaya : 22 véhicules[3].
- Reverchon - Himalaya : Plus large et plus lent.
- Wisdom Rides - Silver Streak : 16 véhicules, petites différences de dimensions, multiple positions pour les barres de protections[4].

## Accidents
Les accidents avec ce type de manège, surtout les mobiles, ne sont pas rares et font souvent la une de la presse locale. Ils sont essentiellement dues à des erreurs humaines lors du montage (mauvais arrimage des nacelles, défaillance des barres), ou du non-respect des contrôles de sécurité. Les accidents peuvent aussi être causés par l'imprudence des visiteurs, notamment du non-respect des consignes de sécurité.

## Attractions de ce type
Les lettres indiquent le constructeur et le modèle :
(Mo) = Moser Rides, (B) = Bertazzon, (Ma) = Majestic Rides, (W) = Wisdom Himalaya, (R) = Reverchon, (SS) = Wisdom Silver Streak.
- Allemagne
  - Peter Pan à Europa-Park
  - Feria Swing à Europa-Park
  - Les Goélettes de Colomb à Europa-Park
  - Koggenfahrt à Hansa-Park
  - Koggenfahrt à Heide Park
  - Wellenhopser à Holiday Park

- Argentine
  - Himalaya au Parque de la Ciudad

- Australie
  - Tango Train à Luna Park Sydney

- Belgique
  - Koggemolen à Bobbejaanland
  - Peter Pan à Bellewaerde
  - Storm op Zee à Plopsaland De Panne

- Canada
  - Music Express à Playland

- Émirats arabes unis
  - Thunderbolt - modèle balançant, au parc Hili Fun City à Al-Aïn

- États-Unis
  - Atom Smasher - Six Flags Magic Mountain
  - Himalaya - Kentucky Kingdom (R), Trimpers Rides (R)
  - Hip-Hop Himalaya - Coney Island
  - Musik Express - Hersheypark, Indiana Beach, Conneaut Lake Park, Morey's Piers, Kennywood, Six Flags Great Adventure et Dorney Park
  - Musick Express - Lake Compounce, et James E Strates Midways
  - Rock & Roll - Gillette Shows (B)
  - Rotoriculous
  - Super Himalaya - Casino Pier (B).

- Espagne
  - Yucatan - PortAventura Park

- France
  - Slinky Dog Zig-Zag Spin - Parc Walt Disney Studios
  - La Petite Tempête - Parc Astérix
  - La Baie des Pirates - Dennlys Parc
  - Les Santiags - Fraispertuis-City
  - Les Caravelles - Didi'Land (fermé en 2012)
  - Les Caravelles - Le Pal
  - Les Caravelles de Jacques Cartier - Nigloland
  - Les Caravelles de Jack Hamilton - Kingoland
  - Bag'a'Bato - Bagatelle
  - Cancan - Parc du Bocasse (fermé en 2017)
  - Les Gabarots - Jacquou Parc
  - Mambo - La Récré des 3 Curés
  - Peter-Pan - Walygator Grand Est
  - Pirates Aventures - Didi'Land
  - Safari Trip - Parc Saint-Paul (fermé en 2021)
  - Tiki Wakah - Family Park
  - Valhalla - Festyland
  - Jonques Chinoises - Jardin d'acclimatation

- Italie
  - Music Express - Mirabilandia

- Mexique
  - Expreso Musical - Six Flags México

- Pays-Bas
  - Polka Marina à Efteling (fermé en 2020)
  - Vlinder Molen (Anton Pieckplein) - Efteling

- Royaume-Uni
  - Moby Dick - Pleasurewood Hills
  - Sweety - modèle balançant, dans les foires françaises telles Rouen, Le havre, etc.

- Tunisie
  - TWISTER à Parc Aladin Bizerte